# Bald Knob (Arkansas)
Bald Knob es una ciudad en el condado de White, Arkansas, Estados Unidos. Para el censo de 2000 la población era de 3.210 habitantes. La ciudad es conocida por ser una de los principales productoras de fresas en el estado, así como por el Strawberry Fest (Festival de la Fresa), celebrado anualmente.

## Geografía
Bald Knob se localiza a 35°18′42″N 91°34′12″O / 35.31167, -91.57000. Según la Oficina del Censo de los Estados Unidos, la ciudad tiene un área de 11,8 km², de los cuales 11,6 km² corresponde a tierra y 0,2 km² a agua (1,32%).

## Demografía
Para el censo de 2000, había 3.210 personas, 1.257 hogares y 878 familias en la ciudad. La densidad de población era 272.0 hab/km². Había 1.395 viviendas para una densidad promedio de 120,0 por kilómetro cuadrado. De la población 89,91% eran blancos, 6,07% afroamericanos, 0,62% amerindios, 0,59% asiáticos, 0,03% isleños del Pacífico, 1,21% de otras razas y 1,56% de dos o más razas. 3,18% de la población eran hispanos o latinos de cualquier raza.
Se contaron 1.257 hogares, de los cuales 33,3% tenían niños menores de 18 años, 51,9% eran parejas casadas viviendo juntos, 13,5% tenían una mujer como cabeza del hogar sin marido presente y 30,1% eran hogares no familiares. 26,7% de los hogares eran un solo miembro y 15,1% tenían alguien mayor de 65 años viviendo solo. La cantidad de miembros promedio por hogar era de 2,55 y el tamaño promedio de familia era de 3.08.
En la ciudad la población está distribuida en 27,2% menores de 18 años, 10,3% entre 18 y 24, 27,8% entre 25 y 44, 20,5% entre 45 y 64 y 14,2% tenían 65 o más años. La edad media fue 34 años. Por cada 100 mujeres había 92,0 varones. Por cada 100 mujeres mayores de 18 años había 87,9 varones.
El ingreso medio para un hogar en la ciudad fue de $26.970 y el ingreso medio para una familia $36.500. Los hombres tuvieron un ingreso promedio de $27.978 contra $19.000 de las mujeres. El ingreso per cápita de la ciudad fue de $13.218. Cerca de 10,4% de las familias y 16,5% de la población estaban por debajo de la línea de pobreza, 22,7% de los cuales eran menores de 18 años y 20,0% mayores de 65.